# AS Arapiraquense
Agremiação Sportiva Arapiraquense – brazylijski klub piłkarski z siedzibą w mieście Arapiraca leżącym w stanie Alagoas.

## Osiągnięcia
- Mistrz stanu (Campeonato Alagoano) (7): 1953, 2000, 2001, 2003, 2005, 2009, 2011
- Wicemistrz stanu (Campeonato Alagoano (5): 1967, 1970, 1979, 1991, 2008
- Wicemistrz III ligi brazylijskiej (Campeonato Brasileiro Série C): 2009

## Historia
Klub Associação Sportiva Arapiraquense powstał  25 września 1952 roku. Założycielami klubu byli miejscowi przedsiębiorcy oraz władze miasta, które postanowiły o powstaniu klubu w miejsce poprzednio istniejącego w mieście Ferroviário de Arapiraca. Pierwszym prezesem nowego klubu został Antônio Pereira Rocha.
W 1953 roku ASA zadebiutował w lidze stanu Alagoas (Campeonato Alagoano). ASA dotarł do finału, gdzie miał zmierzyć się z klubem Ferroviário. Gdy Ferroviário odmówiło gry z ASA, klub dezycją stanowej federaci piłkarskiej uznany został za mistrza stanu. Było to pierwsze mistrzostwo stanu Alagoas w historii klubu ASA.
Obecną nazwę, Agremiação Sportiva Arapiraquense, klub przyjął 4 września 1977 roku.
W roku 1979 ASA wystąpił w pierwszej lidze brazylijskiej (Campeonato Brasileiro Série A), w której zajął 40. miejsce. Swoim dobrym występom klub zawdzięcza przydomek Fantama das Alagoas (czyli Duchy Alagoas).
W 1982 roku na pewien czas dodano do barw klubowych kolor zielony, jednak wkrótce wycofano się z tego pomysłu. ASA odniosła szereg sukcesów wraz z nastaniem nowego tysiąclecia, zdobywając mistrzostwo stanu w 2000, 2001, 2003 i 2005 roku.
W roku 2000 ASA przystąpił do rozgrywek tzw. Zielonego Modułu Copa João Havelange (odpowiednika trzeciej ligi brazylijskiej), jednak został wyeliminowany już w pierwszej rundzie.
W roku 2001 klub zadebiutował w Copa do Brasil, jednak już w pierwszej rundzie wyeliminowany został przez klub Vitória.
W 2002 roku ASA drugi raz przystąpił do Copa do Brasil i w pierwszej rundzie sensacyjnie wyeliminował potężny SE Palmeiras. W drugiej rundzie jednak ASA wyeliminowany został przez klub Confiança.